# イエメン内戦 (1994年)
1994年イエメン内戦（イエメンないせん）は、1994年にイエメンで起こった内戦。

## 概要
イエメンは1990年に南イエメンと北イエメンが統一（イエメン統一）して成った国だが、旧南側の再分離独立を求める勢力が1994年に武装蜂起してイエメン民主共和国の独立を宣言。イエメン正規軍と戦争になった。両者の間で空軍機を使った空爆合戦やスカッドミサイルを打ち合う応酬が行われたものの、戦闘は終始北側が優位に立ち、国際的な支援も北側についた。2ヶ月に及ぶ戦闘の後、数万人の死者を出しながら旧南側勢力は制圧された。

## 背景
統一後に就任した北イエメン出身のアリー・アブドッラー・サーレハ大統領(国民全体会議)が、旧北イエメン側に優位な政策を敷いたとして、旧南イエメン出身のアリー・サーリム・アル＝ビード副大統領派(イエメン社会党)が反発。1993年には政府が分裂状態に陥っていた。
南イエメン側は有望な油田を抱えており、再独立の行動を起こせば国際的な支援を取り付けることができるのではないかと考えていた節がある。実際にサウジアラビアは、南イエメン側を間接的に支援し、国境線でイエメン軍と交戦状態にも陥ったが、本格的な軍事力の行使には至らなかった。

## その後
終戦後も南イエメン側の政治的な不満は収まりきれておらず、2007年に南イエメンの独立と自治を目指す南部運動が発足すると、2009年から南イエメンは「南イエメン反乱」と呼ばれる混乱状態となった。

その後、2015年のクーデターをきっかけに国内全域で内戦が勃発すると、南部運動は南部暫定評議会を組織し、南イエメンの一部を実効支配している。ただし、内戦は現在も継続中であるため、今後の情勢は不透明である。